# リンドグレーン (小惑星)
リンドグレーン (3204 Lindgren) は、小惑星帯の小惑星である。ニコライ・チェルヌイフがクリミア天体物理天文台で発見した。
スウェーデンの児童文学作家アストリッド・リンドグレーンに因んで名付けられた。